# Савченко Володимир Павлович
Володи́мир Па́влович Са́вченко (14 серпня 1882, Сквира, нині Київської області — 18 листопада 1957, США) — український військовий діяч, полковник Армії УНР (генерал-хорунжий в еміграції). Чоловік педагога і громадської діячки Наталії Дорошенко.

## Життєпис
Закінчив Чугуївське військове училище, служив у 70-му піхотному Ряжському полку. 
У 1917 р. вступив на прискорені курси Військової академії Генерального штабу, встиг закінчити лише старший курс (при більшовиках). Протягом 1917 p., між семестрами, обіймав посади старого ад'ютанта штабів 18-ї та 136-ї піхотних дивізій. Останнє звання у російській армії — капітан (з 22 квітня 1917 p.). Був нагороджений всіма орденами до Святого Володимира IV ступеня з мечами та биндою.
26 липня 1918 р. прибув із Російської СФРР, де закінчив Академію Генерального штабу, у розпорядження Генерального штабу Української Держави. З 01 листопада 1918 р. — старший ад'ютант штабу 7-ї пішої дивізії Армії Української Держави, у складі якої перейшов на бік Директорії. У другій половині січня 1919 р. — начальник штабу групи Січових стрільців на чолі з І. Рогульським. Згодом — молодший ад'ютант штабу Східного фронту Дієвої армії УНР. З 03 березня 1919 р. — начальник залізничної частини оперативного відділу штабу Східного фронту Дієвої армії УНР. З 06 червня 1919 р. — начальник оперативної частини штабу Запорізької групи Дієвої армії УНР, т. в. о. начальника штабу 6-ї Запорізької дивізії, а з 01 листопада 1919 р. — начальник штабу 8-ї Запорізької дивізії Дієвої армії УНР.
Наприкінці листопада 1919 р. був інтернований польською владою. З 23 червня 1920 р. — начальник відділу укомплектування Головного управління Генерального штабу УНР. 3 03 серпня 1920 р. — начальник штабу 1-ї Запорізької дивізії Армії УНР. З 06 вересня 1920 р. був приділений до штабу Армії УНР. З 01 листопада 1920 р. — начальник 1-го відділу організаційної управи Генерального штабу УНР.
У 1943 р. служив у штабі Поліської Січі отамана Бульби-Боровця. Після роззброєння Поліської Січі на початку осені 1943 р. Українською повстанською армією відмовився служити в УПА та виїхав до Кракова.
Дані Люблінського відділу Управління Безпеки від 30.07.1953 р. свідчать, що полковник Володмир Савченко під час німецької окупації якийсь час проживав у Холмі за адресою вул. Чернецького, 4 (будинок не зберігся).
Статті й розвідки на військові теми у журналі «Табор», у збірнику «За державність», у щорічних календарях-альманахах «Дніпро» і газетах: «Діло», «Краківські вісті», «Львівські вісті», американська «Свобода», канадський «Новий шлях».
З 1950 р. жив у США, де й помер. Похований на цвинтарі Баунд-Брук.

## Вшанування пам'яті
На честь Володимира Савченка названо одну з вулиць Броварів.